# 6469 Armstrong
6469 Armstrong este o planetă minoră (asteroid), cu un diametru de 3,72 km, din centura de asteroizi. A fost descoperită pe 14 august 1982 la Observatorul Kleť de Antonín Mrkos și a fost numită după Neil Armstrong. 
Obiectul prezintă o orbită caracterizată de o semiaxă mare de 2,2195861 UAi, o excentricitate de 0,2, o înclinație de 3,9585 ° în raport cu ecliptica.